# Eutelidas (Olympionike)
Eutelidas war ein Olympionike der Olympischen Spiele der Antike aus Sparta.
Er war nach Pausanias bei den 38. Olympischen Spielen 628 v. Chr. Sieger in den Disziplinen Ringen und Pentathlon der Knaben. Der Pentathlon der Knaben wurde bei diesen Spielen das erste Mal ausgetragen und danach gleich wieder abgeschafft, Eutelidas war somit der einzige Sieger der Disziplin. Die Inschrift auf der ihm zu Ehren aufgestellten Siegerstatue in Olympia war bereits für Pausanias zu alt, um noch lesbar zu sein.
In der bei Eusebius von Caesarea erhaltenen Chronik des Sextus Iulius Africanus wird er als Deutelidas als Sieger bei den 38. Spielen genannt. Hier wird anstelle des Pentathlon das Pankration für Knaben genannt, das nur dieses eine Mal stattgefunden haben soll.